# Кринички (Харківський район)
Кринички́ —  село в Україні, у Харківському районі Харківської області. Населення становить 272 осіб. Колишній орган місцевого самоврядування — Утківська селищна рада.

## Географія
Село Кринички знаходиться за 2,5 км від річок Джгун і Вільхуватка, за 3 км від річка Мжа. Село розташоване в балці Другий Яр. До села примикає село Ватутіне (Нововодолазький район). Поруч проходить залізниця щонайближчий зупинний пункт платформа Єзерська. Через село проходить автомобільна дорога М18 (E105).

## Населення

### Мова
Розподіл населення за рідною мовою за даними перепису 2001 року:
| Мова            | Кількість | Відсоток |
| --------------- | --------- | -------- |
| українська      | 245       | 90.07%   |
| російська       | 21        | 7.72%    |
| інші/не вказали | 6         | 2.21%    |
| Усього          | 272       | 100%     |